# Сексуальна освіта

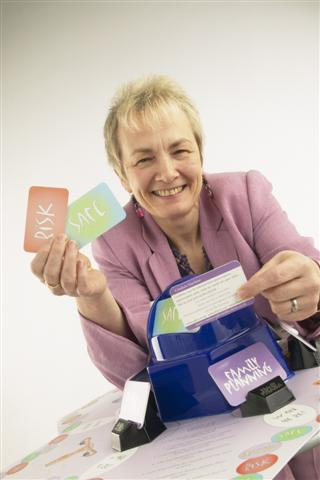
Викладачка Стенфорду Барбара Гастінгс-Асатуріан, ініціаторка просвітницької кампанії проти секс-табу в Китаї на боротьбу з лавиною абортів, спричинених нестачею сексуальної освіти у школах, демонструє карткову гру «Контрацепція», в яку грають у британських школах.

Сексуальна освіта (просвіта) (англ. Sex education) або статеве виховання — це надання знань про анатомію геніталій людини, статеве розмноження (статевий акт, запліднення, розвиток зародка і плоду, пологи), безпечний секс, культуру та вік сексуальної згоди, репродуктивне здоров'я, емоційні стосунки з сексуальним партнером / партнеркою, репродуктивні права і відповідальності, планування сім'ї, контрацепцію та інші аспекти сексуальної поведінки людини.
Сексуальна освіта може також включати відомості про всі аспекти сексуальності людини, в тому числі: про зовнішній вигляд оголеного тіла, розмаїття сексуальних орієнтацій, сексуальне задоволення, цінності, ухвалення рішення про секс, спілкування, знайомства, взаємини, інфекції, що передаються статевим шляхом, і як уникнути їх (безпечний секс), а також матеріали для батьків та матерів про те, як говорити з дітьми про їх появу, менструацію, сексуальний досвід тощо.
Оскільки секс та сексуальність (особливо жіноча) є суспільно табуйованою та стигматизованою темою (чому сприяють, наприклад, менструальні табу, лесбофобія, мізогінія), зарубіжна сексуальна освіта спрямована на популяризацію знань про нормальну та патологічну репродукцію, сексуальність і розмаїття, і уникає прищеплювати очікувані стереотипні норми сексуальної поведінки, як це характерно для вітчизняного «статевого виховання» радянського зразка, котре радше замовчувало необхідну інформацію про секс («В СРСР сексу немає»).
Сексуальна освіта покликана підвищити рівень сексуального здоров'я, зокрема, жіночого, знизити рівень небажаних вагітностей та абортів та розвивати сексуальну культуру (запобігати зґвалтуванням та іншому сексуальному насильству через розуміння згоди на секс та рефлексію культури зґвалтування).
Сексуальна освіта з плином часу дуже відрізняється від тієї, яка була у давніх українців.

## Вплив та форми секс-освіти
Дослідження вказують, що якби секс-контент телебачення та інтернету був освітнім, це могло б позитивно впливати на сексуальну поведінку підлітків. Наприклад, в епізоді серіалу «Друзі», який на той час переглянули майже 2 мільйони людей, одна з героїнь завагітніла навіть після використання контрацепції. Після цього епізоду підлітки частіше брали участь у безпечному сексі, і 65 % пам'ятали, що було в цьому епізоді.

## Контроверсія
Основну роль у гальмуванні розвитку сексуальної освіти у школах та дитячих садках відіграють церковні інституції. Посилюючи наявну в суспільстві етичну інерцію і гендерні стереотипи, замовчування знань про секс і контрацепцію хоча й призводить до пандемій абортів і сексуального насильства, проте має стійку тенденцію зберігатись. 
Сексуальна освіта дітей, за словами українського педагога Григорія Ващенка, має ґрунтуватися на їх моральному вихованні: "...українську молодь треба виховувати в дусі статевої чистоти й стриманості... кожний українець мусить бути моральним у дусі української традиційної моралі, заснованій на засадах християнства. Це потрібне і для особи, і для суспільства... Статева розпуста приводить до розкладу родини, а розклад родини — до розкладу держави ".

### Відео
- Відео "Чашка чаю"[недоступне посилання з лютий 2021] про згоду на секс, що пояснює межі між сексом та сексуальним насильством, опубліковане Уляною Супрун.